# Родні Кроулі
Родні Кроулі (англ. Rodney Crowley; 1 січня 1958 — 1 січня 1991) — колишній американський тенісист.
Найвищу одиночну позицію світового рейтингу — 369 місце досяг 3 січня 1983, парну — 89 місце — 2 січня 1984 року.
Найвищим досягненням на турнірах Великого шолома було 3 коло в парному розряді.

## Фінали ATP Челленджер

### Парний розряд: 1 (0–1)
| Результат | Дата     | Турнір           | Покриття | Партнер    | Суперники                     | Рахунок       |
| --------- | -------- | ---------------- | -------- | ---------- | ----------------------------- | ------------- |
| Поразка   | Кві 1983 | Ашкелон, Ізраїль | Тверде   | Ренд Еветт | Стефан Свенссон Гюб ван Букел | 4–6, 6–4, 3–6 |